# Baniana arvorum
Baniana arvorum là một loài bướm đêm trong họ Erebidae.